# Philip Wilhelm Weinberg
Philip Wilhelm Weinberg, född 12 februari 1808 i Göteborg, död 5 maj 1894 i Stockholm, var en svensk löjtnant, författare, tidningsman och målare.
Han var son till Gustaf Wilhelm Weinberg och Anna Birgitta Schütz och från 1844 gift med Julia Euphrosyne Weinberg samt brorson till Justius Fredrik Weinberg. Han blev underlöjtnant vid Värmlands fältjägarregemente 1829 och utnämndes till löjtnant 1835 men begärde avsked 1847. Han var därefter verksam som lantbrukare innan han blev medarbetare i Göteborgs-Posten där han gjorde sig känd som skribent och novellförfattare. Som konstnär lärde han sig de grundläggande kunskaperna av Johan August Beyer i Göteborg och genom självstudier. Under sina sista levnadsår var han i stort sett blind. Hans konst består av landskapsskildringar. 